# Боровляны (Витебский район)
Боровляны (бел. Бараўля́ны) — деревня в Мазоловском сельсовете Витебского района Витебской области Беларуси, в 10 км на север от Витебска, в 3 км от железнодорожной станции Лосвидо.

## География
Расположена на автомобильной дороге Р115 (Витебск — Городок), в 8 км севернее Витебска.
800 м западнее деревни находится автодорога Р115 (Витебск — Городок), за ней железнодорожная линия.
Севернее Боровлян протекает река Шестёнка (приток Храповлянки).
На юго-западе от деревни находится озеро Боровлянское, из которого вытекает ручей, проходящий через Боровляны и впадающий в Шестенку.

## История
Согласно разделительному акту 1641 года это были владения скарбника Витебского воеводства Христофора Жабы и его брата Яроша, хотя на Плане генерального межевания Витебского уезда 1785 года в районе современной деревни обозначена только небольшая деревня Ахремовка.
В 1834 году в имении «Боровляне» 87 ревизских крестьянских душ. В 1841 году это владения Александра Г. Шапошникова. В имение также входила деревня Лазы.
В 1848 году вместо старой дороги на Городок был построен новый прямой почтовый тракт на Санкт-Петербург (до этого главная дорога на Витебск из Санкт-Петербурга шла через Сураж). Была устроена почтовая станция «Боровляны».
До этого, на старой дороге почтовая станция была в соседнем имении «Буяны».
В 1846 году в деревне 7 дворов, 55 жителей. В имении производили кирпич, который в частности использовался при устройстве почтового тракта. В имении была корчма при дороге.
В 1878 году имением Боровляны владела Покровская, Александра Александровна (православная). 337 дес. земли.
В 1906 году в Храповичской волости Витебского уезда:
- деревня Боровляны 123 десятины земли Путиловского сельского общества. 82 человека в 11 дворах.
- имение Боровляны около безымянного озера, принадлежавшее православной дворянке Елене Вениаминовне Румовой. 337 десят. земли, 1 двор (усадьба), 45 человек[4].

В 1887 году рассматривалось дело о ссуде Е. В. Румовой и Л. В. Покровскому.
В 1905—1915 годах — о перезалоге имения Е. В. Румовой. В 1915 году — о ссуде Е. В. Румовой.
В 1906 году по цензу матери зем. начал. Румов Артемий Иванович владел 304 дес. земли. Статский советник Симанович Лев Феклисович, управляющий Е. В. Румовой, по доверенности 20 авг. 1897 г., совершенной у витебского нотариуса Сомова владел 304 дес. земли.
Земледельческая газета, 1905.09.14:
БЛИЗЪ СТ. ЛОСЬВИДО СПБ Витебской ж. д. въ имѣніи жены Дѣйствительнаго Ст. Совѣтника Е. В. Румовой, въ Боровлянскихъ промышленныхъ плодовыхъ и декоративныхъ питомникахъ однолѣтніе, пикированные, сортированные, съ хорошо развитой корневой системой, дички ЯБЛОНЬ и ГРУШИ ПРОДАЮТСЯ: І й сортъ по 10 р. за тысячу. Имѣются также ремонтантныя розы и разнаго рода декоративныя растенія. Образцы высылаются за 5 семикопѣечныхъ марокъ. Адресъ: поч. ст. ВОРОВЛЯНЫ, Витебской губ., въ Управленіе им. ВОРОВЛЯНЫ. 44310 3—1

### Женская школа садоводства
«Практическая женская школа садоводства, огородничества и пчеловодства» была учреждена в имении 20 марта 1905 года по инициативе жены действительного статского советника Е. В. Румовой.
Целью школы было практическое обучение. Ученицам сообщались основные сведения по естествознанию, велись повторительные занятия по общеобразовательным предметам по программе одноклассных министерских училищ.
После окончания двухгодичного курса обучения предполагались испытания: устные ответы и производство ученицами собственных работ. Выдержавшим испытания выдавалось свидетельство об окончании.
Обучение предполагалось платным, кроме того, школе назначалось ежегодное казенное пособие в 1500 рублей.
Дочь Румовой, Анна Ивановна вместе со своим мужем Берсеневым Ипполитом Константиновичем купили дом (небольшое имение) неподалеку. В 1916 году в Боровлянах родился их сын Берсенев Игорь Ипполитович (15.09.1916 - 30.12.1993), создатель первой геологической карты дна Японского моря.
20 августа 1924 года в составе Северо-Витебского района Витебского округа был образован Боровлянский сельсовет. Центр — имение Боровляны.
26 марта 1927 года образован единый Витебский район.
15 февраля 1931 года Витебский район был упразднён, Боровлянский сельсовет перешел в подчинение Витебского горсовета.
В 1931 году центр Боровлянского сельсовета перенесен в д. Мазолово.
В 1930 году вступили в колхоз «Путь Ильича».
В 1936 году в деревню Боровляны переселено бывшее имение Боровляны и фольварок Лоза I.
В 1941 году в Боровлянах было 47 дворов и 172 жителя. В июне 1942 года деревня была полностью сожжена карателями, убито 8 жителей.
На фронте погибло 18 человек, в партизанах 4 человека.
22 декабря 1960 года территория Боровлянского сельсовета вошла в состав новообразованного Мазоловского сельсовета.
В 1969 году в деревне 20 дворов, 55 жителей.
В 2003 году 7 дворов, 10 жителей. В составе производственного участка «Лосвидо» Городокской птицефабрики.
По переписи 2009 года проживало 18 человек.
На 2014 год 10 дворов 14 жителей, из них 1 моложе трудоспособного возраста, 5 трудоспособного возраста, 8 старше.
На 2018 год в деревне 9 домохозяйств, 11 жителей.
В 500 м на север от деревни находится курганный могильник, что говорит о заселении этой местности с давних времён. Могильник состоит из 16 курганов, два из которых имеют удлинённую форму.

## Население
- 1941 год — 47 дворов, 172 жителя.
- 1969 год — 20 дворов, 55 жителей.
- 2003 год —7 дворов, 10 жителей.
- 2009 год — 18 жителей (перепись населения).
- 2014 год — 10 дворов, 14 жителей.
- 2018 год — 9 домохозяйств, 11 жителей.

## Достопримечательность
- Усадебно-парковый комплекс XIX века.
- Комплекс бывшей почтовой станции: станционный дом, флигель для ямщиков, каретная, конюшни (1843) —  Историко-культурная ценность Республики Беларусь, шифр 212Г000265. Расположен у автодороги «Витебск — Городок».
- Курганный могильник (IX—XIII вв.) — археологический памятник, 0,5 км на север от деревни, за рекой Шестёнка, на возвышенном берегу, в лесу у дороги на деревню Буяны —  Историко-культурная ценность Республики Беларусь, шифр 213В000266. Обследованы в 1972 году Г. В. Штыховым[12], в 1981 году Л. В. Колядинским.